# テネリフェ空港ジャンボ機衝突事故
テネリフェ空港ジャンボ機衝突事故（テネリフェくうこうジャンボきしょうとつじこ）は、1977年3月27日17時06分（現地時間）、スペイン領カナリア諸島のテネリフェ島にあるテネリフェ空港（現：テネリフェ・ノルテ空港）の滑走路上で2機のボーイング747（ジャンボジェット）同士が衝突した航空事故である。死者数の多さなどから「テネリフェの悲劇」「テネリフェの惨事」（Tenerife Disaster）とも呼ばれている。
両機の乗客乗員644人のうち583人が死亡し、生存者は乗客54人と乗員7人であった。死者数においては史上最悪の航空事故である。

## テロによる空港閉鎖
パンアメリカン航空（パンナム）1736便（以下、PAA1736便）はロサンゼルス国際空港を離陸し、ニューヨークのジョン・F・ケネディ国際空港に寄港した。機体はボーイング747-100、機体記号はN736PA。
一方のKLMオランダ航空4805便（以下、KLM4805便）はオランダの保養客を乗せたチャーター機で、午前9時にアムステルダムのスキポール国際空港を離陸した。機体はボーイング747-200B、機体記号はPH-BUF。
どちらの便も、最終目的地は大西洋のリゾート地であるグラン・カナリア島ラス・パルマスのグラン・カナリア空港であった。
目的地に近づく途中、PAA1736便はグラン・カナリア空港がカナリア諸島分離独立派組織による爆弾テロ事件の発生と、さらなる爆弾が仕掛けられているという予告電話のため、臨時閉鎖したと告げられた。PAA1736便は空港閉鎖が長くは続かないという情報を得ており燃料も十分に残っていたため、着陸許可が出るまで旋回待機を要求したものの、他の旅客機と同様に近くのテネリフェ島のテネリフェ空港にダイバートするよう指示された。KLM4805便も同様にテネリフェへのダイバートを指示された。
テネリフェ空港はテイデ山の麓に位置する、1941年開港の古い地方空港であり、1本の滑走路と1本の平行誘導路および何本かの取付誘導路を持つ小規模な空港で、地上の航空機を監視する地上管制レーダーはなかった。事故当日、空港にはダイバートした旅客機が数多くいて、滑走路の誘導灯は機能していなかった。
KLM4805便が着陸した時点で、エプロンのみならず、平行誘導路上にまで他の飛行機が駐機している状態だったので、管制官はKLM4805便に平行誘導路端部の離陸待機場所への駐機を命じた。およそ30分後に着陸したPAA1736便もこの離陸待機場所のKLM4805便後位に他の3機とともに駐機した。平行誘導路が塞がっていたため、離陸する飛行機は滑走路をタキシングして離陸開始位置まで移動する必要があった。

## 衝突に至る連鎖

### 燃料補給

事故の全体像
テネリフェ空港の主滑走路の両端からPAA1736便（青）とKLM4805便（空色）が接近衝突した（赤い星印）
濃霧のため管制塔（橙色）は両機とも視認できなかった

PAA1736便着陸のおよそ2時間後、グラン・カナリア空港に対するテロ予告は虚偽であることが明らかになったため、同空港の再開が告知された。既に一旦乗客を降ろしていたKLM4805便の機長は、乗客の再招集にある程度の時間が掛かることもあり、ラス・パルマスに着いてからではなく、このテネリフェでの給油を決めた。この給油が開始された5分後に、グラン・カナリア空港再開の知らせが入った。乗客を機外に降ろさず待機していたパンナム機は離陸位置へ移動する準備ができていたが、KLM4805便とそれに給油中の燃料補給車が障害となって移動することができなかった。目前でそれを見ていたPAA1736便はいつでも離陸できる状態にあり、無線で直接KLM4805便にどれくらい掛かるかを問い合わせたところ、詫びるでもなく「35分ほど」と回答された。
何とかKLM4805便の横をすり抜けられないかと、PAA1736便の機長は副操縦士と機関士の2人を機外に降ろして翼端間の距離を実測させたが、ギリギリで不可能だと分かった。パンナム機がKLM4805便の給油（55.5kl）を待つ間に、10機以上が離陸していった。そばには他の飛行機も3機いたが、B747よりも小型の機体だったため、KLM4805便の脇をすり抜けて離陸していった。
KLM4805便は不満が出てきた乗客を一旦解放し、そのうちの1人が、テネリフェ島に住むボーイフレンドのところに泊まるためにテネリフェ空港で降りたきり帰ってこなかったため、乗客数は235人から234人に減った。この乗客がKLM機側の唯一の生存者となった。給油が終わると、KLM4805便は先にエンジンを始動しタキシングを開始した。数分遅れでPAA1736便もそれに続いた。

### 誘導と気象状況
16時58分、管制塔の指示に従い、KLM4805便は滑走路を逆走して端まで移動し、180度転回して、その位置で航空管制官からの管制承認（詳しくは航空交通管制参照）を待った。KLM4805便が移動を行っている最中に濃霧が発生。視界は1,000フィート（300mほど）程度に低下し、管制官は滑走路の状況を目視できなくなった。
17時2分、PAA1736便はKLM4805便に続いて同じ滑走路をタキシングした。PAA1736便に対する管制塔からの指示は「滑走路を途中の「3番目の出口」まで進み、そこで滑走路を左に出て平行誘導路に入り、そこでKLM4805便の離陸を待つように」というものだった。ところが、霧の中、C3出口に到達したPAA1736便のクルーはこの出口を出るためには左に148度転回し、さらに平行誘導路に出る時にはもう一度右に148度転回しなければならないことに気付いた。通常B747のような大型機にこのような困難な進路指示は出すものではなく、スペイン当局の事故調査報告では、なぜ管制官が曲がりやすいC4出口でなくC3出口を指示したかについては触れられていないが、当時B747は最新鋭の大型機であり管制官にその知識が乏しかったためとされている。PAA1736便クルーは小さな滑走路でB747がこのような急転回をするのはほぼ不可能と考え、管制官が45度転回で済むC4出口で左へ曲がり滑走路を出るよう指示したに違いないと判断、C3出口を通り過ぎ、C4出口に向けて滑走路を進み続けた。さらにPAA1736便の副操縦士は管制官から「1、2、3の3番目」という指示を受けた時点で既にC1出口を越えていたため、C2出口から3番目にあたるC4出口を指示された地点だと信じていたと証言している。なお、事故後にKLMは独自で実験を行いB747はこの曲率を通過できることを示して、PAA1736便が指示通りにC3出口で滑走路を出ていれば事故は起こらず、管制官の指示に従わなかったPAA1736便の行為が事故の原因であるとしている。

### コミュニケーションの問題
KLM4805便の機長はブレーキを解除し離陸滑走を始めようとしたが、副操縦士が管制承認が出ていないことを指摘した。
17時6分6秒、KLM4805便の副操縦士は管制官に管制承認の確認を行う。
17時6分18秒、管制官はKLM4805便の飛行計画を承認した。これはあくまで「離陸の準備」であり、「離陸してよい」という承認ではないが、管制官は承認の際に「離陸」という言葉を用いたためKLM4805便側はこれを「離陸してよい」という許可として受け取ったとみられる。
17時6分23秒、KLM4805便の副操縦士はオランダ語訛りの英語で、“We are at take off”（これから離陸する）または“We are taking off”（離陸している）とどちらとも聞こえる回答をした。
管制塔は聞き取れないメッセージに混乱し、KLM4805便に「OK、（約2秒無言）離陸を待機せよ、あとで呼ぶ（OK, … Stand by for take off. I will call you）」とその場で待機するよう伝えた。この「OK」とそれに続く2秒間の無言状態が後に問題とされる。
PAA1736便はこの両者のやりとりを聞いて即座に不安を感じ“No, we are still taxiing down the runway”（だめだ、こちらはまだ滑走路上をタキシング中だ）と警告した。しかしこのPAA1736便の無線送信は上記2秒間の無言状態の直後に行なわれたため、KLM4805便のコックピットボイスレコーダーでは「OK」の一言だけが聞き取れ、その後はヘテロダイン現象による混信を示すスキール音しか記録されていない。2秒間の無言状態により管制官の送信は終わったと判断してPAA1736便は送信を行ったものの、管制官はまだ送信ボタンを押したままだったので混信が生じ、管制官とPAA1736便の両者はこの混信に気付かなかった。
そして「OK」の一言だけを聞いたKLM4805便はスロットルを離陸推力へ開いた。
17時6分26秒、管制官は改めてPAA1736便に対し“Report the runway clear”（滑走路を空けたら報告せよ）と伝え、PAA1736便も“OK, we'll report when we're clear”（OK、滑走路を空けたら報告する）と回答した。このやりとりはKLM4805便にも明瞭に聞こえており、これを聴いたKLM4805便の機関士はパンナム機が滑走路にいるのではないかと懸念を示した。事故後に回収されたKLM4805便のCVRには以下の会話の録音が残っている（オランダ語）。
KLM機関士：「Is hij er niet af dan?（まだ滑走路上にいるのでは？）」
KLM機長：「Wat zeg je?（何だって？）」
KLM機関士：「Is hij er niet af, die Pan-American?（まだパンナム機が滑走路上にいるのでは？）」
KLM機長／KLM副操縦士：（強い調子で）「Jawel!（大丈夫さ！）」
機長は機関士の上司でありKLMで最も経験と権威があるパイロットだったためか、機関士は重ねて口を挟むのをためらった様子だった。
この一連の状況下で、
- PAA1736便『自機がまだ滑走路上に居るという警告がKLM4805便と管制官の双方に届いた』
- KLM4805便『管制官に離陸を承認されているし「離陸する」と連絡してOKをもらった』
- 管制官『KLM4805便には「OK、離陸を待機せよ」と指示してあり、離陸位置で許可を待っている』

とそれぞれが安全な状況であると確信していた。
実際には霧のためPAA1736便、KLM4805便、管制官はお互いを視認できなかったなかで、
- PAA1736便『自機が滑走路上に居るという警告は混信で誰にも伝わっていなかった』
- KLM4805便『混信で「離陸を待機せよ」の指示やPAA1736便の警告が聞こえなかった』
- 管制官『霧でKLM4805便の様子が見えず、許可なく離陸滑走を始めたことに気づけない』

という状況であった。その後の管制官とPAA1736便の交信から唯一KLM機の機関士が滑走路上にまだPAA1736便が居るという懸念を抱いていたものの、上司らに否定され、それきりであった。

### 衝突

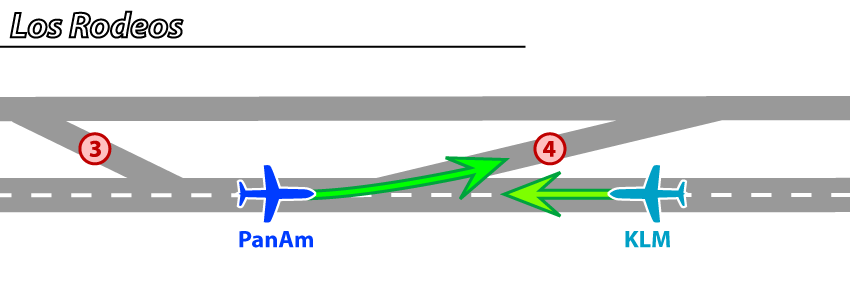
事故の瞬間
パンナム機（青色）は前方左の4番出口へ退避しようとしていた。KLM4805便（空色）はPAA1736便を視認した時点で停止できない速度で滑走中であり、急離陸を試みようとさらに加速した。
PAA1736便の上にKLM4805便が覆いかぶさるような形で衝突した。

衝突の様子を再現したアニメーション
パンナム機:白色、KLM機:空色

その後、KLM4805便に警告が伝わったと考えていたPAA1736便コックピットでは以下の会話が記録されている。
PAA機長：「Let's get the hell right out of here.（こんなところとはさっさとおさらばしよう）」
PAA副操縦士：「Yeah... he's anxious, isn't he?（ええ、彼らは急いでいるんでしょうね）」
PAA機関士：「Yeah, After he held us up for half an hour.  Now he's in a rush.（そうですね、我々を30分近く待たせたくせに、今度はあんなに大急ぎで飛ぼうとするなんて）」
17時6分45秒、滑走路のC4出口に差し掛かったところで、PAA1736便の機長がKLM4805便の離陸灯が接近してくるのを視認した。
PAA機長：「There he is! Look at him! Goddamn... that son of a bitch is coming!（そこを！ あれを見ろ！ 畜生…あのバカ、来やがった！）」
PAA副操縦士「Get off! Get off! Get off!（よけろ！ よけろ！ よけろ！）」
衝突直前、PAA1736便のクルーは出力全開で急速に左ターンを切ろうとしたが、機首を45度ほど左に向けることしかできなかった。
17時6分48秒、KLM4805便は速度が既にV1（離陸決定速度）を超えており停止制動ができなかったため、VR（機首引き起こし速度）には達していなかったものの衝突を避けようと強引に機首上げ操作を行い、機体尾部を滑走路に20 mにわたりこすりつけた。KLM4805便のボイスレコーダーには、同機の機長が衝突の瞬間まで「Come on! Come on! Come on!（上がれ！ 上がれ！ 上がれ！）」と叫ぶ声と衝突直前の「Oh shit!（くそ！）」の声が記録されている。
17時6分50秒、わずかながら浮き上がったKLM4805便の胴体下部が、滑走路上で斜め左へ転回回避中だったPAA1736便の機体上部に覆いかぶさるような形で激突した。KLM4805便の機首はPAA1736便の上を超えたものの、機体尾部と降着装置はPAA1736便の胴体右側上部主翼上面に衝突し、KLM4805便の第4エンジン(1番右)はPAA1736便の操縦席直後のファーストクラスのラウンジ部分を粉砕した。
KLM4805便は一時空中へ浮揚したものの、PAA1736便との衝突の衝撃により第一、第三、第四エンジンが脱落し、破片の吸引により第二エンジンが損壊となり推力を失い失速。衝突地点から150m程先で機体を横滑りさせるように墜落、そのまま300mほど進んだ滑走路上にて爆発炎上した。KLM4805便の乗客234人と乗員14人は胴体の変形が少なかったにもかかわらず、全員が脱出できず死亡。一方、胴体上部を完全に粉砕されたPAA1736便は396人のうち335人（乗客326人と乗員9人）が死亡した。衝突時に漏れた燃料が爆発するまでに若干のタイムラグがあったことから、この間に脱出できた乗員7人と乗客54人が救助されている。犠牲者には映画女優・映画プロデューサーのイヴ・メイヤーが含まれていた。
PAA1736便の機長、副操縦士、機関士は生存者に含まれており、救出される際、KLM4805便に対して激怒していたという。PAA1736便の生存者は、衝突箇所の反対側となる機体左側の座席におり、爆発で機体が左右に引き裂かれた際、滑走路上に崩れ落ちた左側は炎上しなかったために助かった。また、操縦席（室）より後部に衝突したため、機長以下の操機クルー3人が助かることとなった。火災を免れた者は機体にできた穴から滑走路上に逃げ出したが、その際、KLM4805便から脱落したエンジンがフルパワーの推力をほぼ保ったまま暴走し、PAA1736便からの脱出直後で滑走路にいた1人に直撃して死亡させた。消防士たちは燃えているKLM4805便のほうに向かったが、濃い霧のためにしばらくはPAA1736便の生存者に気づかなかった。
| 両機と管制官のやり取り | 両機と管制官のやり取り |
| --- | ---------------------- |
| これらの交信はコックピットボイスレコーダーや管制塔の録音に基づいている。 1705:36-1706:32 1705:36.7 ［KLMの副操縦士が離陸前のチェックを完了し、4805便は滑走路端で待機している。］ 1705:41.5 KLM副操縦士 待ってください。管制官からの承認を受けてません。（Wait a minute, we don't have an ATC clearance.） ［KLM機長がスロットルをあげたことに対する反応］ KLM機長 ああ分かってるよ、聞いてみろ。（No, I know that, go ahead, ask.） 1705:44.6 - 1705:50.8 KLM (交信) KLM4805、離陸準備完了。管制承認をお願いします。（The KLM four eight zero five is now ready for take-off and we are waiting for our ATC clearance.） 1705:53.4 - 1706:08.1 テネリフェ管制 KLM8705（原文のまま）、離陸後はパパビーコンに向かって上昇し9,000フィートを維持、右旋回し、ラス・パルマスVORの325ラジアルに乗るまで方位40へ飛行。（KLM eight seven zero five （原文のまま）you are cleared to the Papa beacon, climb to and maintain flight level nine zero, right turn after take-off, proceed with heading four zero until intercepting the three two five radial from Las Palmas VOR.） 1706:07.4 KLM機長 よし。（Yes.） 1706:09.6 - 1706:17.8 KLM (交信) あーラジャー、パパビーコンに向かって上昇、9,000フィート、右旋回し325をインターセプトするまで方位040。離陸します。［離陸しています。］（Ah roger, sir, we are cleared to the Papa beacon flight level nine zero, right turn out zero four zero until intercepting the three two five. We are now at take-off ［or “uh..taking off”］.） 1706:11.1 ［KLM ブレーキ解除］ 1706:12.3 KLM機長 スロットル確認、離陸する。（We gaan ... check thrust. ［We're going ... check thrust］.） 1706:14.0 ［KLMのエンジン音］ 1706:18.2 - 1706:21.2 テネリフェ管制 OK…離陸スタンバイ、また呼びます。（OK.... Stand by for take-off, I will call you. ［KLMのコックピットでは一言目のOKのみ聞こえた。］） 1706:19.3 PAA機長 だめだ、えー。（No... uh.） 1706:20.3 PAA (交信) まだ、滑走路をタキシングしています。クリッパー1736。（And we're still taxiing down the runway, the clipper one seven three six. ［この交信はKLMには聞こえなかった。］） 1706:25.5 テネリフェ管制 あー、パパアルファ1736、滑走路を出たら報告願います。（Ah, Papa Alpha one seven three six, report the runway clear.） 1706:29.6 PAA (交信) OK、出たら報告します。（OK, will report when we're clear.） 1706:31.7 テネリフェ管制 ありがとう。（Thank you. ［これは、管制官との最後のやり取りで、ここからは両機のコックピットの会話］） 1706:32-1706:40 1706:32.1 PAA機長 こんなところとはさっさとおさらばしよう。（Let's get the hell out of here.） 1706:34.9 PAA副操縦士 ええ、彼ら（KLM4805便）は急いでいるんでしょうね。（Yeah, he's anxious, isn't he?） 1706:36.2 PAA機関士 そうですね、我々を30分近く待たせたのに、今度はあんなに急ぐなんて。（Yeah, after he held us up for half an hour, that ［expletive］. Now he's in a rush.） 1706:32.4 KLM機関士 まだ出てないのでは？（Is hij er niet af dan? ［Is he not clear then?］） 1706:34.1 KLM機長 なんだって？（Wat zeg je? ［What do you say?］） 1706:34.2 KLM（不明） ええ（Yup.） 1706:34.7 KLM機関士 パン・アメリカンがまだ（滑走路から）出ていないのでは？（Is hij er niet af, die Pan American? ［Is he not clear, that Pan American?］） 1706:35.7 KLM機長 大丈夫さ。（Jawel. ［Oh yes. - emphatic］） 1706:40-1706:50 1706:40.5 ［PAA1736便のクルーがKLM4805便が迫っているのに気づく］ 1706:40.6 PAA機長 そこを！ あれを見ろ！ 畜生…あのバカ、来やがった！（There he is ... look at him. Goddamn that son-of-a-bitch is coming!） 1706:45.9 PAA副操縦士 避けろ！ 避けろ！ 避けろ！（Get off! Get off! Get off!） 1706:43.5 KLM副操縦士 V1［KLM4805便が離陸決定速度に到達］（V-1.） 1706:44.0 ［KLM4805便が機首を上げ始める］ 1706:47.4 KLM機長 くそ！（Oh shit!） 1706:49 KLM4805便のボイスレコーダーに衝突音が記録される。 1706:50 PAA1736便のボイスレコーダーに衝突音が記録される。 |                        |

## 調査

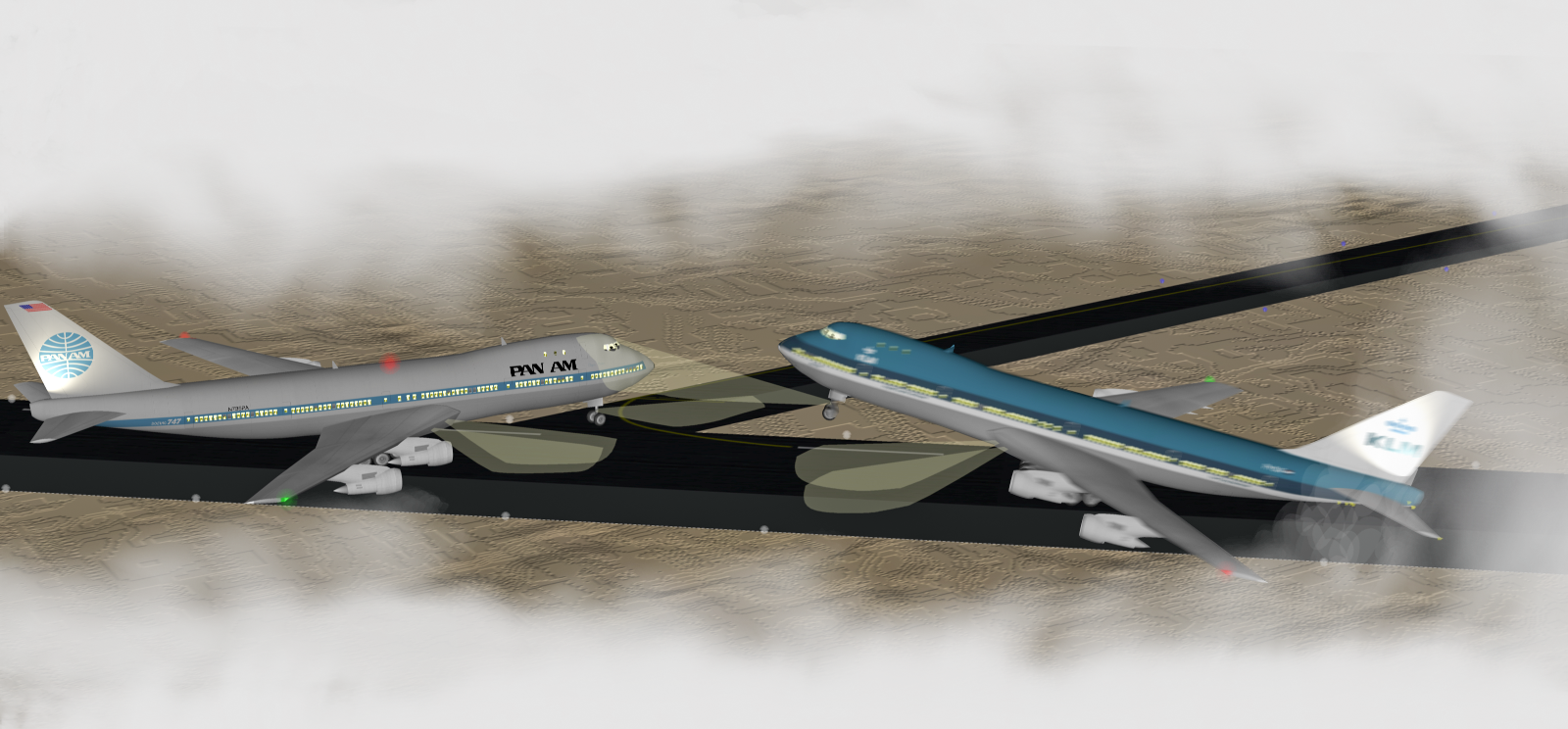
衝突時の想像図

スペイン、オランダ、アメリカ合衆国から派遣された70人以上の航空事故調査官、および両機を運航していた航空会社が事故調査に入った。その結果、事故当時パイロットや管制などの間に、誤解や誤った仮定があったことが明らかになった。コックピットボイスレコーダーの聞き取り調査から、テネリフェ管制塔がKLM4805便は滑走路の端で静止して離陸許可を待っているとの確信を持っていたが、KLM4805便のパイロットは離陸許可が出たと確信していたことがわかった。

### 原因
調査結果はKLM4805便に責任があるとするスペイン側調査結果と、事故は複合要因によるものというオランダ側調査結果に分かれ、個々の要因のどれが相対的に重要であったかは今も議論となっているが、総合的な結論は以下の個々の要因が重なって事故が起こったというものであった。
※印は事故原因ではあるものの通常であれば問題のない行為で、この行為自体には非はない
- 管制官が2機を同時に滑走路に進入させたこと。※(便数の多い空港では着陸機が完全に滑走路を出る前でも離陸機に滑走路内待機(Line up and wait)を指示することは多い)
- KLM4805便が「管制承認」を「離陸許可」と誤認して離陸滑走を行ったこと。
- PAA1736便が指示されたC3出口で滑走路を出なかったこと。
- KLM4805便の副操縦士および管制官が管制用語から離れた用語（「We're at take off」と「O.K.」）を交信に使用したこと。
- 押しつぶしたような無線音声、混信が起こった事により、それぞれに誤解が生じたこと。まったく同時に管制官とPAA1736便両方が送信を行い、それゆえ交信音声が打ち消し合いKLM4805便には聞こえなかったこと。
- PAA1736便の機長が「滑走路を出たら報告する」と交信したとき、KLM4805便では航空機関士が滑走路上の他機の存在を機長に進言したにもかかわらず離陸を中断しなかったこと。
- KLM4805便は燃料を補給して重くなっていたこと。補給をしていなければ、ギリギリのところでPAA1736便をかわせていた可能性もあった。※

## 臆測
他にも、立証はできないものの、事故につながった可能性のある要因が推測されている。
- 管制塔からの送信音声のバックグラウンドノイズには、サッカーの実況中継と思われる音声が混じっていた（スペイン側事故調査報告書では一切言及されていないが、オランダ側の事故調査報告書では指摘されている[21][22][23]）。スペインの管制官が管制塔内で勤務中にテレビまたはラジオのサッカー中継番組を視聴していたと考えられ、試合状況に気を取られて管制がおろそかになった可能性がある[22]。
- KLM4805便のヤーコプ・フェルトハイゼン・ファン・ザンテン機長はKLMでも最上級の操縦士で、B747操縦のチーフトレーナーでもあり、KLMに所属するほとんどのB747機長/副操縦士は彼から訓練を受けており、事故当日のKLM機内誌の広告には彼の写真が掲載されていたほどの人物であった[6]。彼は6年間フライトシミュレーションで新人パイロットを訓練する担当者になっており、その間は月平均21時間しか飛行しておらず、またこの日の飛行前12週間は1度も飛んでいない。これらのことから、シミュレーターの中のすべての役割（管制官を含む）を行ってきた結果、全ての権限は彼の掌中にあると錯覚するようになり、そのため、彼が管制官の指示を問いたださなかったのではないかと示唆する専門家もいる[6]。
- KLM4805便は本来の目的地であるグラン・カナリア空港に到着した後、さらに折り返してアムステルダムへの飛行を予定していた。これ以上遅延すると正規の勤務時間中にアムステルダムに到着できず、クルーの職務時間の超過に関するオランダの規則に触れて最悪の場合はライセンスを剥奪される可能性があることから、KLM4805便のクルーは遅れたフライトを急いで再開しなければならないと考えていた可能性がある。また、グラン・カナリア空港で給油するとさらに時間を浪費することから、テネリフェ空港で待機している間に給油することを選択した可能性がある。
- 濃霧がさらに悪化すると視界不良により滑走路が閉鎖される可能性が高く、一刻も早く離陸しないとテネリフェ空港に留まらざるを得なくなる。その場合には乗客の宿泊代などのKLMの金銭負担が増える結果になる上に、小島であるテネリフェ島ではそもそも宿泊施設を確保することが困難であるから、散々待たせたPAA1736便まで巻き添えにして離陸できなくなるのは気の毒だとの配慮による焦りも指摘されている。

### トレーニング症候群
事故調査最終報告書より抜粋/要約。
「トレーニング症候群 (training syndrome)」とは、他人のトレーニングに熱心に取り組んでいる個人が、トレーニング環境（「非現実的世界」）と飛行操作環境（「現実世界」）の区別があいまいになり、いろいろな症状が現れる可能性がある症候のことである。この用語は専門用語ではなく、本事故研究グループ内の用語である。
訓練では効率化のため、通常現実的なATC（航空交通管制）手順と遅延を省略することがある。シミュレーターにATC訓練はなく、練習機の操作には最小限の訓練しかない。KLMオランダ航空の機長の職歴は、航空会社の教官が中心であった。シミュレーター訓練では、教官が管制官の役割を担当する。教官は通常、離陸前チェックリストの最終項目の直前に、ATCと離陸許可を乗組員に発行する。
教官は同じ場面（シナリオ）に従うことがよくある。しかし、現実の飛行は個々の場面の集合ではなく、判断と経験の継続的な作業である。教官は訓練操作以外の習熟度を維持するのが困難である。KLM機長は現実の飛行業務が少なくなり、飛行業務で多くある「柔軟な意思決定プロセス」に関わっていない。KLM機長に過去12週間に飛行業務がなかったことは重要で、過去6年間B-747を月平均21時間しか飛行していなかった。

## 航空規則の改正
本件事故を受けて、国際航空規則に対し全面的な変更がなされた。世界中の航空に関する組織に対しては、聞き違いを防ぐために標準的な管制用語を使用し、共通の作業用語には英語を使うよう要請がなされた。例えば、国際民間航空機関（ICAO）は、「line up and wait（滑走路に入り待機せよ）」という用語を、航空機に対し滑走路の待機位置まで動くように（ただし離陸の許可は下ろさない）という指示に変えるよう要請している。連邦航空局（FAA）の管制用語では「taxi into position and hold」が同じ意味になる。
現在の管制用語では、指示の際に、「OK（オーケー）」や「Roger（ラジャー、了解）」といった口語表現単独、あるいは「イエス」「ノー」単独で承認を行ってはならず、「Affirm（肯定だ＝イエス）」「Negative（違う＝ノー）」といった決められた用語を使用し、指示の核心部分を復唱（read back）させることで、相互に理解したことを示さなければならない。加えて、「take-off（離陸、テイクオフ）」という用語も実際の離陸許可を下ろす時か離陸許可を取り消す時にしか口にしてはならない。離陸許可の時点までは、コクピットも管制塔も「departure（出発/出域）」という用語を使わなければならない（例：「ready for departure」＝出発（離陸）準備完了）」。
しかし、2000年代に入って以降、この要請は必ずしも遵守されていない。2008年2月16日に新千歳空港で2機の航空機（B747とMD-90）が滑走路上でニアミスするというテネリフェ事故と類似の状況が発生している。原因は、管制承認についての交信で管制官が「take-off」という用語を使ってしまったため、航空機側が離陸許可と誤認し離陸滑走を開始したこと（および、機長らも聞き違いを問いただしたり指示を復唱したりせず、ただ「Roger」とのみ答えたこと）であった。
またコックピット内の手続きや規則も変わった。航空業界には軍出身者が多く、当時のコクピットでは上官の命令は絶対という権威主義的な気風が見られ、こうした対人関係の特殊さが、航空機が改良されても航空事故が減らない原因の一つとみられるようになっていた。この事故をきっかけに、クルーメンバー間の厳格な上下関係は解消され、クルーの合意による意思決定が強調されるようになった。これは航空業界でCRM（crew/cockpit resource management、クルー・リソース・マネジメント、乗務員の人的資源の管理）として知られる、コックピット内のクルーが持てる力を最大限に生かせる環境を作ることによって、対人関係の滞りやヒューマンエラーを防ぎ、突発的な危機に直面してもクルー全員の相互協力によって危機を回避して生還できるようにするという訓練体系の重要な概念になっている。機長の権威が低すぎる（権威の勾配が緩すぎる）と、機長の言うことが聞かれなくなり、とっさの場合に決定を行い命令を下すという機長の権限を行使することができないが、機長の権威が高すぎる（権威の勾配が急すぎる）と副機長らが萎縮して、機体の異常や機長の判断ミスに気付いたとしても口をはさむことができなくなって事故につながってしまう。このため、「操縦室内の権威勾配（Trans-cockpit authority gradient, TAG）」は適切であることが必要とされる。クルー間の意思疎通やチームの意思決定を重視するCRMは、宇宙飛行士が生還するための訓練として1970年代からNASAで開発されていたが、テネリフェ事故やユナイテッド航空173便燃料切れ墜落事故やイースタン航空401便墜落事故といった意思疎通の失敗による事故の連続から1970年代末より航空業界でも注目されるようになり、すべての航空会社の基礎的な安全管理方式や訓練体系となっている。

## 新空港の建設
テネリフェ島北部のロス・ロデオス周辺（サン・クリストバル・デ・ラ・ラグーナ内）の地域には頻繁に霧が発生することから、かねてより島南部に新空港の建設が進められており、本事故はその最中に発生した出来事であった。新空港は事故翌年、テネリフェ・スール空港（テネリフェ南空港、コード：TFS）として開港し、テネリフェの国内・国際線の大部分を扱うようになっている。悲劇の現場となったテネリフェ空港はテネリフェ・ノルテ空港（テネリフェ北空港、コード：TFN）に改称し、主にカナリア諸島内部やスペイン本土からのフライトを中心に利用されている。

## 責任と慰霊
| スキポール空港に並べられた犠牲者の棺 |  | アムステルダムWestgaarde墓地の犠牲者記念碑 |
| スキポール空港に並べられた犠牲者の棺 |  | アムステルダムWestgaarde墓地の犠牲者記念碑 |

オランダの航空当局は当初、KLM4805便のクルーの責任を認めようとしなかったが、KLMは最終的には事故の責任を受け入れ、逸失利益に応じて遺族にそれぞれ、58,000ドルから600,000ドルを支払った。
アムステルダムには犠牲者の墓地および記念碑が作られている。カリフォルニア州オレンジ郡ウェストミンスターの墓地にも同様の記念碑がある。また事故30年を機に、2007年、オランダやアメリカなどに住む遺族や、事故当時の救急に当たった島の人々が合同で慰霊祭を開き、テネリフェ島のメサ・モタ山に国際慰霊碑を建てている。